# Битва при Нёрдлингене (1645)
Вторая битва при Нёрдлингене (фр. Seconde bataille de Nördlingen) или Битва при Алерхайме (нем. Schlacht von Alerheim) — одно из сражений французского периода Тридцатилетней войны.
Хотя в августе 1644 года в Мюнстере начались мирные переговоры между воюющими сторонами, боевые действия продолжались, и каждый из участников стремился получить преимущество в рамках переговоров. Пока французы оккупировали Эльзас в августе 1644 года после битвы при Фрайбурге, войска Баварии и Империи вновь попытались повернуть ситуацию в свою сторону. Они разбили французскую армию Анри де Тюренна в битве при Мергентхайме 5 мая 1645 года, что подтолкнуло французов к мести. Битва при Алерхайме, в которой столкнулись армии Франции с одной стороны и Баварии и Империи с другой, стала одной из самых кровопролитных в войне.

## Ход сражения
Баварская армия под командованием фельдмаршала Франца фон Мерси была расквартирована в Швабии недалеко от Нёрдлингена, вокруг деревни Алерхайм. 3 августа 1645 года она была атакована французской армией под командованием Людовика II де Бурбона, герцога Ангиенского, позже Великого Конде, и Анри де ла Тур д'Овернь, виконта Тюренна. Конде поручил правое крыло маршалу Грамону, левое — Тюренну и центр — графу Марсену.
Мерси командовал лично центром баварской армии, генерал Гелен — правым крылом, кавалерийский генерал Иоганн фон Верт — левым. В центре разгорелся ожесточённый бой. Конде лично прибыл, чтобы принять командование над центром, когда Марсен был серьезно ранен. Гибель фельдмаршала фон Мерси, пораженного мушкетной пулей, переломила ход сражения, и баварцы отступили в деревню Алерхайм. В это время на левом фланге после ожесточенного боя Тюренн отбросил противника, захватив в плен генерала Гелена.
Но тем временем на другом крыле имперцы Верта одерживают победу над французами и герцог Антуан III де Грамон попадает в плен. Однако, узнав о смерти фельдмаршала Мерси, Верт отдал приказ отступать, хотя еще мог добиться победы, и французы остались хозяевами поля боя.
Сражение длилось с полудня до наступления темноты и унесло жизни около 8000 человек убитыми и ранеными, по 4000 с каждой стороны. Конде отдал почести Мерси, похороненному на поле боя. Позже Гленна обменяют на маршала Грамона.
Франция не смогла использовать победу, и её войска не смогли проникнуть дальше в Баварию, захватив только Вимпфен, Ротенбург и Нёрдлинген.